# Sternenfels
Sternenfels è un comune tedesco di 2 828 abitanti, situato nel land del Baden-Württemberg.